# 済陰郡
済陰郡（濟陰郡、さいいん-ぐん）は、中国にかつて存在した郡。漢代から唐代にかけて、現在の山東省南西部に設置された。

## 概要
前漢の初め、梁国の一部であった。紀元前144年（景帝中6年）、劉不識が済陰王に封じられ、済陰国が置かれた。翌年に済陰王劉不識が死去し、済陰国は廃止されて、済陰郡が置かれた。紀元前52年（甘露2年）、皇子劉囂が定陶王に封じられ、済陰郡は定陶国と改められた。紀元前5年（建平2年）、定陶国は済陰郡にもどされた。済陰郡は兗州に属し、定陶・冤句・呂都・葭密・成陽・鄄城・句陽・秺・乗氏の9県を管轄した。前漢末に29万25戸、138万6278人があった。
王莽のとき、済平郡と改称された。後漢が建てられると、済陰郡の称にもどされた。
72年（永平15年）、劉長が済陰王に封じられ、済陰郡は済陰国と改められた。84年（元和元年）、済陰王劉長が死去すると、済陰国は済陰郡に戻された。124年（延光3年）、皇太子劉保が廃位されて、済陰王に封じられると、済陰郡は済陰国と改められた。125年（延光4年）、済陰王劉保（順帝）が帝位につくと、済陰国は済陰郡に戻された。済陰郡は定陶・冤句・成陽・乗氏・句陽・鄄城・離狐・廩丘・単父・成武・己氏の11県を管轄した。212年（建安17年）、皇子劉熙が済陰王に封じられ、済陰郡は済陰国と改められた。
曹魏が建国されると、済陰国は済陰郡にもどされた。太和年間、彭城王曹拠が済陰王に改封されると、済陰郡は済陰国と改められた。231年（太和5年）、済陰王曹據が定陶王に減封されたため、済陰国は済陰郡に戻された。
西晋のとき、済陰郡は定陶・乗氏・句陽・離狐・冤句・己氏・成武・単父・城陽の9県を管轄した。
北魏のとき、済陰郡は西兗州に属し、定陶・離狐・冤句・乗氏の4県を管轄した。
北周の末年、西兗州は曹州と改称され、済陰郡は曹州に属した。
583年（開皇3年）、隋が郡制を廃すると、済陰郡は廃止されて、曹州に編入された。607年（大業3年）に州が廃止されて郡が置かれると、曹州は済陰郡と改称された。済陰郡は済陰・外黄・済陽・成武・冤句・乗氏・定陶・単父・金郷の9県を管轄した。
621年（武徳4年）、唐により済陰郡は曹州と改められた。742年（天宝元年）、曹州は済陰郡と改称された。758年（乾元元年）、済陰郡は曹州と改称され、済陰郡の呼称は姿を消した。

## 僑置済陰郡
南朝宋のとき、済陰郡が北魏に奪われると、徐州に済陰郡を僑置した。睢陵・定陶・頓丘の3県を管轄した。